# Brian Barnes
Brian Barnes, född 3 juni 1945 i Addington i Croydon i London, död 9 september 2019 i West Sussex, var en professionell brittisk (skotsk) golfspelare. Han föddes och bodde i England men representerade Skottland på internationell nivå.
Barnes lärde sig att spela golf av sin far som var sekreterare på Burnham and Berrow Golf Club och senare blev han elev hos 1951 års vinnare av The Open Championship, Max Faulkner.
Han blev professionell 1964 och var en av de ledande spelarna på PGA European Tour under 1970-talet. Mellan 1971 och 1980 låg han alltid mellan 4:e och 8:e plats i penningligan. Han vann nio tävlingar på europatouren mellan 1972 och 1981 och han vann även tre proffstävlingar i Afrika, Australien och Kanada. Han placerade sig tre gånger bland de tio bästa i The Open Championship, den bästa placeringen var en femteplats 1972.
1995 blev Barnes kvalificerad för att spela i seniortävlingar där han hade en framgångsrik karriär. Han vann Senior British Open Championship 1995 och 1996 och blev då den förste spelaren som försvarade titeln. Han vann European Seniors Tours penningliga 1995 och gick vidare till den amerikanska Champions Tour i slutet av 1990-talet men där lyckades han sämre. Han drabbades av artrit vilket tvingade honom att sluta med golfen 2000.
Barnes spelade för Europas lag i Ryder Cup sex tävlinar i följd mellan 1969 och 1979. Han hade 10-14-1 i seger-förlust-delad match inklusive 5-5-0 i singelmatcher. Han bildade tillsammans med Bernard Gallacher ett framgångsrikt par i foursome och fyrboll och han blev mest känd för att ha vunnit över Jack Nicklaus två gånger under en och samma dag 1975.

## Meriter

### Segrar på Europatouren
- 1972 Martini International
- 1974 Dutch Open
- 1975 French Open
- 1976 Sun Alliance Match Play Championship
- 1978 Spanish Open, Greater Manchester Open
- 1979 Portuguese Open, Italian Open
- 1981 Haig Whisky TPC

### Övriga proffssegrar
- 1967 Flame Lily
- 1969 Coca Cola Young Pros
- 1970 Wills Australian Masters
- 1979 Zambia Open
- 1981 Kenya Open, Zambia Open
- 1998 AT&T Canada Senior Open Championship

### Amatörsegrar
- 1964 British Youths Open Amateur Championship

### Lagtävlingar
- Ryder Cup: 1969, 1971, 1973, 1975, 1977, 1979
- World Cup: 1974, 1975, 1976, 1977
- Hennessy Cognac Cup: 1974 (segrare), 1976 (segrare), 1978 (segrare), 1980 (kapten)(segrare)
- Double Diamond: 1972, 1973 (segrare), 1974, 1975, 1976, 1977
- PGA Cup: 1990
- Philip Morris International: 1976